# Carlo Conti (Moderator)

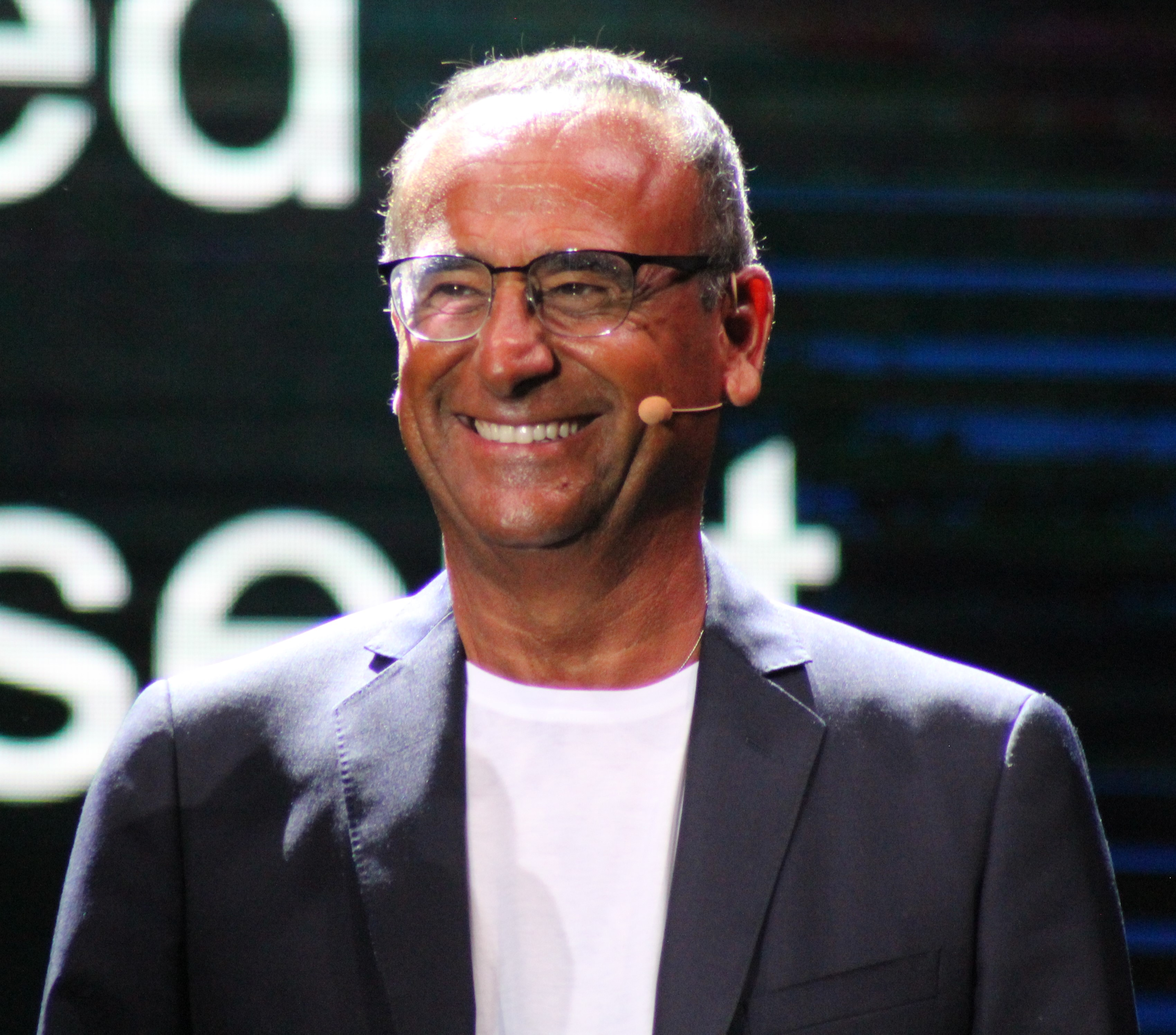
Carlo Conti

Carlo Natale Marino Conti (* 13. März 1961 in Florenz) ist ein italienischer Fernsehmoderator.
Vom 4. September 2006 bis zum 25. September 2015 präsentierte er das Vorabendquiz L’eredità auf Rai Uno als Nachfolger von Amadeus. 1998 hatte er einen von mittlerweile mehreren Cameo-Auftritten im Film Paparazzi von Neri Parenti, in dem er sich selbst spielte.
Er moderierte das Sanremo-Festival 2015, 2016, 2017 und 2025.

## Moderationen
- 1991–1993 – Big!
- 1995–1996 – Aria Fresca
- 1996–1997 – Luna Park
- 1996 – Su le mani
- 1997 – Va ora in onda
- 1997–1998 – Colorado - Due contro tutti
- 1998 – Cocco di mamma
- 1998–2000 – In bocca al lupo
- 1999–2006 – Miss Italia nel mondo
- 2000 – Caccia al lupo
- 2000–2002 – Domenica In
- 2002–2003 – Il Castello
- 2003–2008 – I Raccomandati
- 2003–2008, 2011–2013 – L’anno che verrà
- 2003 – Azzardo
- 2003–2008 – Miss Italia
- 2004, 2009, 2010, 2012 – Oscar della tv - premio regia televisivo
- 2005 – Ritorno al presente
- 2006–2008 – Alta tensione - Il codice per vincere
- 2006–2015 – seit 2017 L’eredità
- 2007 – Fratelli di test
- 2007 – I Fuoriclasse
- 2007–2011, 2013, 2016 – I migliori anni
- seit 2012 – Tale e Quale Show
- seit 2012 – Music Awards
- 2015–2017, seit 2025 – Sanremo-Festival